# Chittlehampton
Chittlehampton är en ort och civil parish i Storbritannien.   Den ligger i grevskapet Devon och riksdelen England, i den södra delen av landet, 270 km väster om huvudstaden London. Chittlehampton ligger 92 meter över havet och antalet invånare är 820.
Terrängen runt Chittlehampton är huvudsakligen platt, men norrut är den kuperad. Runt Chittlehampton är det ganska tätbefolkat, med 80 invånare per kvadratkilometer. Närmaste större samhälle är Barnstaple, 10,9 km nordväst om Chittlehampton. Trakten runt Chittlehampton består i huvudsak av gräsmarker.